# Matenadaran
Matenadaran (arménsky: Մատենադարան), oficiálně Ústav starých rukopisů Mesropa Maštoce, je muzeum, úložiště rukopisů a výzkumný ústav v arménském Jerevanu. Je to největší úložiště arménských rukopisů na světě. Schraňuje asi 23 000 rukopisů, včetně fragmentů, a 500 000 dalších dokumentů. Ústav byl založen v roce 1959 na základě znárodněné sbírky arménské církve, která byla dříve uchovávána ve Vagharšapatu. Další rukopisy byly převedeny z Lazarevova institutu orientálních jazyků v Moskvě, Nersiského semináře, Arménské etnografické společnosti v Tbilisi a Jerevanského muzea literatury. Sbírka se postupně rozšiřovala, většinou díky individuálním darům z diaspory. Mezi nejvýznamnější rukopisy Matenadaranu patří Lazarské evangelium (9. století), Ečmiadzinské evangelium (10. století), Mugniho evangelium (11. století) a Vehamorovo evangelium ze 7. století, které je nejstarším kompletně dochovaným rukopisem ústavu a od roku 1991 na něj prezidenti Arménie skládají přísahu. Sbírka starověkých rukopisů Matenadaranu byla zařazena do projektu UNESCO Paměť světa. V oficiálním názvu instituce je od roku 1962 oslavován Mesrop Maštoc, vynálezce arménské abecedy, jehož socha stojí před budovou. Obvyklejším názvem je ale Matenadaran, což je složenina slov matean ("kniha" nebo "pergamen") a daran ("úložiště"). Ve středověké Arménii se termín matenadaran používal ve smyslu knihovna, protože všechny knihy byly rukopisy. Některá úložiště arménských rukopisů po světě jsou stále nazývána matenadaran (například to v klášteře v San Lazzaro v Benátkách). Jerevenaský Matenadaran se nachází na úpatí malého kopce na severním okraji Maštocovy třídy, nejširší ulice v centru Jerevanu. Budova vznikala v letech 1945 až 1958, stavělo se z šedého čediče. V letech 1947 až 1953 musela být stavba pozastavena z důvodu nedostupnosti kvalifikovaných dělníků. Navrhl ji hlavní architekt Jerevanu Mark Grigorjan, který se nechal ovlivnit středověkou arménskou architekturou. Budova má celkovou podlahovou plochu 28 000 metrů čtverečních. V letech 1963 až 1967 byly na levém a pravém křídle exteriéru budovy vztyčeny sochy arménských učenců Torose Roslina, Grigora z Tatevu, Anania Širakaciho, Movsese Chorenaciho, Mchitara Goše a Frika. Budova byla zrekonstruována v roce 2012. Rok předtím byla pro ústav postavena druhá budova.